# Давид I Безземельний
Давид I Безземельний (*Դավիթ Ա Անհողին, д/н —1003) — 2-й цар Ташир-Дзорагетського царства з 989 до 1048 року.

## Життєпис
Походив з роду Кюрінянів. Старший син Кюріке I, царя Ташир-Дзорагету. Після смерті батька у 989 році успадкував владу. Спочатку йому довелося виборювати своє право на трон. Водночас придушив повстання Деметре, нахарара гавару (області) Гаг. Після цього перетворив Лорі та ще 20 фортець на потужні замки.
1001 року спробував здобути незалежність від Анійського царства, але зазнав нищівної поразки від царя Гагіка I, втративши усі володіння, внаслідок чого отримав прізвисько «Безземельний». Через декілька років змушений був визнати владу Ані, внаслідок чого зумів повернути своє царство. Задля зміцнення свого становища оженився на доньці царя Кахетії.
До 1020 року спільно з Анійським царством з успіхом воював проти Тифліського емірату, захопивши фортецю Дманік. Згодом зумів встановити зверхність над Тифлісом. Потім змушений був боротися з експансією Нянджійського та Двінського еміратів. 1030 року в союзі з Багратом IV, царем Грузії, завдав поразки Фадлу, еміру Гянджі. У битві на річці Еклеці. Також було сплюндровано Ширван.
Близько 1039 року домігся сходження на трон Кахетії свого другого сина Гагіка, що викликало протистояння з картлійським царем Багратом IV. У 1040 році в союзі з Смбатом II, царем Сюніку, албанською знаттю завдав поразки Абу-л Асвару, еміру Двіна. Протягом 3 днів Давид Безземельний звільнив всі свої володіння, зайняті еміром, а захоплену у супротивника здобич він поділив між своїми союзниками.
У 1041 році після смерті Ованес-Смбата, царя Ані, спробував захопити цю державу. Але зазнав поразки від Гагіка II. З 1043 року зосередив зусилля на зміцненні своєї держави. 1045 року після полону Гагіка II візантійцями, Давид I намагався зайняти трон в Ані, але марно. Того ж року конфліктував з Карським царством щодо номінальної першості серед вірменських держав, але не зміг здобути титулу шаханшаха, що раніше належав анійським царям.
У 1046—1047 роках підтримував ерістава Ліпарита IV, який повстав проти Баграта IV, царя Картлі. Влітку 1047 року в союзі з Кахетією та Ліпаритом здобув перемогу над Багратом IV в Сісаретській битві.
Помер у 1048 році. Йому спадкував син Кюріке II.

## Родина
Дружина — Зоракерцель, донька Давида, князя Кахетії.
Діти:
- Кюріке (пом. 1089), цар Ташир-Дзорагети у 1048—1089 роках
- Гагік (пом. 1058), цар Кахетії у 1039—1058 роках
- Смбат
- Адарнасе
- Прануш